# Blanchard (Oklahoma)
Pour les articles homonymes, voir Blanchard.
Blanchard est une ville des comtés de Grady et McClain, dans l'État d'Oklahoma, aux États-Unis,. En 2010, elle compte une population de 7 670 habitants.

## Démographie
Lors du recensement de 2010, la ville comptait une population de 7 670 habitants, tandis qu'en 2019, elle est estimée à 8 907 habitants.